# Mas-Cabardès
Mas-Cabardès település Franciaországban, Aude megyében. Lakosainak száma 173 fő (2022. január 1.). Mas-Cabardès Les Ilhes, Les Martys, Miraval-Cabardes, Roquefère és Mazamet községekkel határos.

## Népesség
A település népessége az elmúlt években az alábbi módon változott:
| Lakosok száma | 388  | 245  | 235  | 199  | 191  | 187  | 185  | 178  | 176  | 173  |
|               | 1968 | 1982 | 1990 | 2006 | 2013 | 2015 | 2017 | 2019 | 2020 | 2022 |